# Werelderfgoed in Malta
Het Werelderfgoed in Malta omvat drie erfgoedobjecten. 
Maltees erfgoed werd voor het eerst in de werelderfgoedlijst opgenomen tijdens de vierde zitting van het Werelderfgoedcomité die in 1980 in Parijs plaatsvond. Tijdens deze zitting werden de huidige drie Maltese erfgoedlocaties toegevoegd: de stad Valetta, de megalithische tempels van Malta en het Ħal Saflieni Hypogeum. Overeenkomstig de selectiecriteria van UNESCO zijn de drie objecten als cultureel erfgoed aangemerkt.
In 1992 werd het erfgoed 'megalithische tempels van Malta', dat aanvankelijk alleen bestond uit de tempels van Ġgantija, uitgebreid door toevoeging van de tempels van Ħaġar Qim, Mnajdra, Ta' Ħaġrat, Skorba en Tarxien. In 2015 werden enkele kleine wijzigingen in de begrenzingen van de erfgoedlocaties doorgevoerd.
De Werelderfgoedlocaties van de VN-organisatie voor Onderwijs, Wetenschap en Cultuur (UNESCO) zijn plaatsen die een uitzonderlijke universele natuurlijke of culturele waarde hebben en daarom voor de mensheid behouden dienen te worden en bescherming verdienen zoals vastgesteld in het werelderfgoedverdrag van 1972. Malta ratificeerde dit verdrag op 14 november 1978.

## Werelderfgoed in Malta
UNESCO neemt erfgoedlocaties op aan de hand van tien criteria; elke nominatie moet aan ten minste één van deze criteria voldoen. Criteria i tot en met vi zijn culturele criteria, en vii tot en met x zijn natuurlijke criteria.
| Naam                            | Afbeelding                                                                       | Locatie                          | Jaar inschrijving | UNESCO-data            | Beschrijving |
| ------------------------------- | -------------------------------------------------------------------------------- | -------------------------------- | ----------------- | ---------------------- | --- |
| Ħal Saflieni Hypogeum           | Een ondergrondse necropolis.                                                     | Paola                            | 1980              | 130; iii (cultureel)   | Het hypogeum is een groot ondergronds complex dat tussen 4000 en 2500 v. Chr. als begraafplaats diende. Het in 1902 ontdekte complex bestaat uit drie niveaus met grafkamers die in de betrekkelijk zachte globigerina kalksteen zijn uitgehouwen. Sommige ruimtes lijken imitaties van de bovengrondse megalithische tempelarchitectuur. Het hypogeum bevatte oorspronkelijk de stoffelijke resten van ongeveer zevenduizend personen. De opgravingen boden inzicht in de Neolitische begavenisrituelen. Aardewerken potten en amuletten van steen en klei werden er aangetroffen, evenals beeldjes van menselijke figuren, waaronder de bekende Sleeping Lady, het beeldje van een liggende vrouw. |
| De stad Valletta                | Uitzicht over de stad Valetta met onder meer een kerkkoepel en een klokkentoren. | Valletta                         | 1980              | 131; i, vi (cultureel) | De stad Valletta werd in 1566 gesticht. De Johannieters ontwierpen de stad in late renaissancestijl als een holistische geheel met een uniform stratenplan binnen versterkte stadsmuren. Hoewel Valetta tijdens de Tweede Wereldoorlog veel schade opliep en er renovaties plaatsvonden, is een groot deel van de oude stad bewaard gebleven of gerestaureerd. Valetta telt 320 monumenten waaronder de Sint-Janscokathedraal, het Grootmeesterspaleis, de Herberg van Castilië en die van Provence, Italië en Aragon, de kerken van Onze-Lieve-Vrouwe van de Overwinning, Sint Catharina en il Gesù, evenals achttiende-eeuwse bouwwerken als de Herberg van Beieren, de Kerk van Sint-Paulus' schipbreuk en het Manoeltheater. |
| Megalithische tempels van Malta | Voorgevel van een prehistorische tempel gebouwd met grote megalieten.            | Xagħra, Qrendi, Mġarr en Tarxien | 1980              | 132; iv (cultureel)    | Het erfgoed omvat zeven prehistorische tempels op zes locaties (aanvankelijk bestond het erfgoed alleen uit de twee Ġgantija tempels, maar het werd in 1992 uitgebreid met de tempels van Ħaġar Qim, Mnajdra, Ta' Ħaġrat, Skorba en Tarxien) die werden gebouwd in het vierde en derde millennium voor Christus. Deze tempels behoren tot de oudste vrijstaande stenen bouwwerken ter wereld en hadden waarschijnlijk een belangrijke rituele betekenis in de toenmalige Maltese samenleving. Hoewel het architectonisch ontwerp van de tempels verschilt, bezitten de meeste een elliptisch voorplein voor een concave gevel. Uit de overgebleven horizontale lagen metselwerk is af te leiden dat de tempels kraaggewelven bezaten, een voor die tijd opmerkelijk geavanceerde bouwkundige techniek. Decoratieve kenmerken van de tempels bestaan onder meer uit panelen met boorgaten en bas-reliëfs met spiraalmotieven en afbeeldingen van bomen, planten en dieren. |

## Voorlopige nominatielijst
Naast het op de werelderfgoedlijst ingeschreven erfgoed kunnen lidstaten een voorlopige lijst opstellen met erfgoed waarvan nominatie wordt overwogen. De nominaties voor de werelderfgoedlijst worden alleen in aanmerking genomen als deze tevoren zijn vermeld op deze voorlopige lijst. In 2023 waren zeven objecten opgenomen in de voorlopige lijst van Malta. Deze objecten, inclusief jaar van inschrijving in de voorlopige lijst, zijn de volgende:
| Naam                                       | Afbeelding                                                           | Locatie                                                            | Jaar inschrijving | UNESCO-data                   | Beschrijving |
| ------------------------------------------ | -------------------------------------------------------------------- | ------------------------------------------------------------------ | ----------------- | ----------------------------- | --- |
| Kustkliffen                                | Kalksteenkliffen langs de kust.                                      | verschillende locaties op Malta, Gozo, Comino, Cominotto en Filfla | 1998              | (natuurlijk)                  | De kustlijn in verschillende delen van de Maltese eilanden bestaat uit kliffen met een rijke biodiversiteit aan zeldzame flora en fauna. |
| Qawra/Dwejra                               | Bay with an islet and cliffs in the distance.                        | San Lawrenz, Gozo                                                  | 1998              | vii, viii, ix, x (natuurlijk) | De baai van Dwejra bevat interessante geologische kenmerken, waaronder het voormalige Blauwe Raam, de Fungus Rock en de Binnenzee. Het gebied herbergt verschillende endemische planten- en diersoorten. De parasitaire plant Cynomorium coccineum, de "Maltezer paddenstoel", werd hier voor het eerst beschreven. |
| Cittadella (Victoria – Gozo)               | Skyline of a small fortified city.                                   | Victoria                                                           | 1998              | ii, iii, iv, v (cultureel)    | Citadella is een kleine vestingstad die het omliggende land domineert dankzij haar strategische ligging op een heuvel. De eerste nederzetting op deze plaats dateert uit de bronstijd. De nederzetting werd in de middeleeuwen uitgebreid en in de 16e eeuw, onder het bestuur van de Orde van Malta, omgebouwd tot een militaire buitenpost. Ook zijn er enkele bouwwerken in barokstijl, waaronder de Maria-Hemelvaartkathedraal (Engels: Cathedral of the Assumption). |
| Vestingwerken in het havengebied van Malta | View of a fortress.                                                  | Birgu, Senglea, Floriana, Cospicua, Kalkara, Gżira en Sliema       | 1998              | i, ii, iv (cultureel)         | Het systeem van vestingwerken met bastions werd gebouwd door de Orde van Malta tussen de 16e en 18e eeuw en onderging enige veranderingen in de 19e en 20e eeuw gedurende het Brits bestuur. Het omvat de fortificaties van Birgu en Senglea, de Florianalinie, Santa Margherita-linie, Cottoneralinie, Fort Ricasoli en Fort Tigné. |
| Mdina (Città Vecchia)                      | Aerial view of a fortified medieval city.                            | Mdina                                                              | 1998              | i, ii, iii (cultureel)        | Mdina is een kleine vestingstad met een voornamelijk middeleeuws karakter, dat ook een aantal bouwwerken met een barokarchitectuur heeft, zoals St. Paul's Cathedral. |
| Maltese catacombecomplexen                 | Inside a rock-hewn catacomb complex.                                 | verschillende locaties op het eiland Malta                         | 1998              | i, ii, iii (cultureel)        | Een reeks vroeg-christelijke catacombecomplexen dateert uit de late Romeinse periode. De Romeinse stijl van de catacomben ontwikkelde zich uit de eenvoudiger Fenicische en Helleense rotsgraven. |
| Vestingwerken van de Victorialinie         | Uitzicht over een groene vallei waardoor een verdedigingsmuur loopt. | Rabat, Mġarr, Mosta, Naxxar en Għargħur                            | 1998              | i, ii, iii (cultureel)        | Deze verdedigingslinie werd in de 19e eeuw door de Britten gebouwd. Aanvankelijk bestonden de vestingwerken uit drie onafhankelijke forten (Fort Madalena, Fort Mosta en Fort Binġemma), die in de jaren 1890 met elkaar werden verbonden door een verdedigingsmuur. In 1907 had de Victorialinie haar militaire betekenis verloren en werd verlaten. |